# Nagari Koto Gadang Anam Koto
Nagari Koto Gadang Anam Koto is een bestuurslaag in het regentschap Agam van de provincie West-Sumatra, Indonesië. Nagari Koto Gadang Anam Koto telt 2025 inwoners (volkstelling 2010).